# Lo!
Lo! (cu sensul de Iată!) este a treia operă de non-ficțiune⁠(d) publicată a scriitorului american Charles Fort (prima ediție în 1931). În carte acesta detaliază o gamă largă de fenomene neobișnuite. În ultimul capitol al cărții, el propune o nouă cosmologie conform căreia Pământul este staționar în spațiu și este înconjurat de un înveliș solid.

## Prezentare generală
Dintre cele patru cărți ale lui Fort, aceasta se ocupă cel mai frecvent și în mod usturător de astronomie (continuând din cartea sa anterioară New Lands). Cartea tratează pe larg și alte subiecte, inclusiv fenomene paranormale vezi parapsihologia), care au fost explorate în prima sa carte, Cartea fenomenelor damnate.
În Lo!, Fort a inventat termenul acum popular „ teleportare”. El a legat, de asemenea, declarațiile sale anterioare despre ceea ce a numit Marea Super-Sargaselor cu convingerile sale despre teleportare. Mai târziu, a extins această teorie pentru a include pretinse fenomene mentale și psihice în a patra și ultima sa carte, Puteri stranii dezlănțuite.
Cartea își ia titlul derizoriu de la ceea ce el considera o tendință a astronomilor de a face anunțuri pozitive, prea precise și premature despre evenimente și descoperiri cerești. Fort îi înfățișează ca pe niște profeți șarlatani, arătând ca o sentință spre cer și spunând „Iată!” (Lo!).
Lo! a fost descrisă ca fiind „cea mai accesibilă și cea mai lizibilă carte” a lui Fort. Este împărțită în două secțiuni: prima despre fenomenele de mai sus; a doua despre atacurilor sale asupra astronomiei contemporane. Motivul pentru aceasta este că Fort a lucrat la o continuare a Cărții fenomenelor damnate, dar a abandonat ideea și a încorporat multe dintre subiecte în Lo!.
Cartea este folosită pe scară largă în lucrarea lui Blue Balliett⁠(d) Chasing Vermeer⁠(d).

## Prima parte: Teleportare
Fort își stabilește teza pentru această carte încă de la început - că un fel de forță misterioasă, cunoscută sub numele de „joker cosmic⁠(d)” (sic), este responsabilă pentru teleportarea oamenilor, animalelor și materialelor. Această teză va fi revizuită mai târziu pentru a se adapta cercetărilor lui Fort asupra fenomenelor psihice în Puteri stranii dezlănțuite.
Fort începe cartea în mare parte acolo unde a rămas în Cartea fenomenelor damnate: despre căderi misterioase de resturi animale și materiale ciudate, pietre zburătoare, activitate poltergeist etc. și încorporează aceste fenomene ciudate în noua sa teorie despre teleportare, spunând că teleportarea din Marea Super-Sargaselor poate explica aceste fenomene. De asemenea, Fort abordează din nou pe scurt OZN-uri în această carte și scrie pe larg despre o serie de alte subiecte despre care el susține că pot fi explicate prin teleportare: criptozoologia și diverse animale care nu au ce căuta în locul în care au fost descoperite, mutilări de animale și atacuri asupra oamenilor, roiuri ciudate de bile, apariția mai multor oameni ciudați (celebrele cazuri ale Prințesei Caraboo⁠(d) și Kaspar Hauser) și disparițiile misterioase ale altora (inclusiv diplomatul Benjamin Bathurst și vase precum Mary Celeste⁠(d), Carroll A. Deering⁠(d) și USS Cyclops⁠(d), prevestind un interes ulterior pentru fenomenul Triunghiului Bermudelor). El scrie un întreg capitol despre iarna 1904-1905 în Marea Britanie, când o renaștere religioasă pe scară largă în Anglia și Țara Galilor a coincis cu numeroase alte evenimente ciudate: aparițiile de fantome, poltergeist, câteva presupuse cazuri de combustie  umană spontană și un prădător feroce responsabil de mutilarea oilor și a altor animale de fermă în Northumberland.
Fort credea că toate aceste fenomene anormale pot fi explicate prin teoria sa de teleportare – deși mai târziu se pare că retrage această teorie într-o anumită măsură în cartea sa finală, Puteri stranii dezlănțuite.

## Partea a doua: Astronomie
Fort a fost sceptic cu privire la teoria relativității a lui Albert Einstein și la afirmația că acestea ar putea fi confirmate de un tranzit al Soarelui. El a fost sceptic cu privire la acuratețea matematicii și a observațiilor implicate și a subliniat contradicții și anomalii aparente în declarațiile oamenilor de știință date presei.

## Istoria publicării
Lo! a fost publicată prima dată în februarie 1931. A avut recenzii pozitive atât în New York Times, cât și în New York Herald Tribune și a ajuns rapid la o a treia retipărire.

## Disponibilitate
Cartea a fost relansată ca o versiune broșată în anii 1990  și este, de asemenea, inclusă în The Complete Works Of Charles Fort împreună cu celelalte scrieri paranormale ale lui Fort. 